# 권영철
권영철(權寧哲, 1977년 12월 3일 ~ )은 전 KBO 리그 삼성 라이온즈의 선수였다. 1996년 삼성 라이온즈에 입단하였으나, 2001년 시즌 후에 은퇴하였다. 현재 한국 야구 위원회의 심판위원(주심)이다.

## 출신 학교
- 대구상업고등학교